# Canon EF 70-200mm
Les EF 70-200mm sont des téléobjectifs à focale variable de série L, utilisant la monture EF (pour les boitiers Canon EOS) produits par Canon.

## Description
Il en existe, en 2019, six versions :
- f/2,8 L USM, sorti en mars 1995 ;
- f/4 L USM, sorti en septembre 1999 ;
- f/2,8 L IS USM, sorti en septembre 2001, possède la stabilisation d'image ;
- f/4 L IS USM, sorti en novembre 2006, possède la stabilisation d'image, mais ne remplace pas la version f/4 L USM ;
- f/2,8 L IS II USM, sorti en avril 2010, remplace la version f/2,8 L IS USM.
- f/2,8 L IS III USM, sorti en juin 2018, remplace la version f/2,8 L IS II USM

Les versions non IS sont moins chères que celles avec stabilisateur, il en est de même pour les versions f/4 par rapport aux f/2,8. Les versions stabilisées, plus récentes que les autres, sont aussi en partie étanches aux poussières et à l'eau. Le problème le plus fréquemment remonté par les utilisateurs des deux premières versions de ces objectifs était l'emplacement des boutons de contrôle de l'IS et de l'autofocus, qui pouvaient être accidentellement actionnés. Les versions stabilisées, plus récentes, disposent d'interrupteurs moins proéminents.
Lorsque cet objectif est monté sur un boitier à capteur APS-C, la focale apparente est équivalente à un 112–320 mm, et à 91–260 mm lorsque monté sur un boitier à capteur APS-H.

## Spécifications
| Attribut                                | EF 70-200mm f/2,8L IS III USM           | EF 70-200mm f/2,8L IS II USM            | EF 70-200mm f/2,8L IS USM               | EF 70-200mm f/2,8L USM                  | EF 70-200mm f/4L IS USM                                 | EF 70-200mm f/4L USM                                    |
| --------------------------------------- | --------------------------------------- | --------------------------------------- | --------------------------------------- | --------------------------------------- | ------------------------------------------------------- | ------------------------------------------------------- |
| Image                                   |                                         |                                         |                                         |                                         |                                                         |                                                         |
| Caractéristiques générales              |                                         |                                         |                                         |                                         |                                                         |                                                         |
| Stabilisateur                           | Oui, 3e génération (3.5 valeurs)        | Oui, 3e génération (3.5 valeurs)        | Oui, 2e génération (3 valeurs)          | Non                                     | Oui, 3e génération (4 valeurs)                          | Non                                                     |
| Résistant à la poussière et aux gouttes | Oui                                     | Oui                                     | Oui                                     | Non                                     | Oui                                                     | Non                                                     |
| Moteur ultrasonique                     | Oui                                     | Oui                                     | Oui                                     | Oui                                     | Oui                                                     | Oui                                                     |
| Série L                                 | Oui                                     | Oui                                     | Oui                                     | Oui                                     | Oui                                                     | Oui                                                     |
| Objectif macro                          | Non                                     | Non                                     | Non                                     | Non                                     | Non                                                     | Non                                                     |
| Données techniques                      |                                         |                                         |                                         |                                         |                                                         |                                                         |
| Ouverture (max – min)                   | f/2,8 – f/32                            | f/2,8 – f/32                            | f/2,8 – f/32                            | f/2,8 – f/32                            | f/4 – f/32                                              | f/4 – f/32                                              |
| Angle de champ horizontal (24x36/APS-C) | 28,8° – 10,3° / 18,4° – 6,5°            | 28,8° – 10,3° / 18,4° – 6,5°            | 28,8° – 10,3° / 18,4° – 6,5°            | 28,8° – 10,3° / 18,4° – 6,5°            | 28,8° – 10,3° / 18,4° – 6,5°                            | 28,8° – 10,3° / 18,4° – 6,5°                            |
| Angle de champ vertical (24x36/APS-C)   | 19,5° – 6,9° / 12,3° – 4,3°             | 19,5° – 6,9° / 12,3° – 4,3°             | 19,5° – 6,9° / 12,3° – 4,3°             | 19,5° – 6,9° / 12,3° – 4,3°             | 19,5° – 6,9° / 12,3° – 4,3°                             | 19,5° – 6,9° / 12,3° – 4,3°                             |
| Angle de champ diagonal (24x36/APS-C)   | 34,3° – 12,3° / 22° – 7,8°              | 34,3° – 12,3° / 22° – 7,8°              | 34,3° – 12,3° / 22° – 7,8°              | 34,3° – 12,3° / 22° – 7,8°              | 34,3° – 12,3° / 22° – 7,8°                              | 34,3° – 12,3° / 22° – 7,8°                              |
| Construction                            | 19 groupes / 23 éléments                | 19 groupes / 23 éléments                | 18 groupes / 23 éléments                | 15 groupes / 18 éléments                | 15 groupes / 20 éléments                                | 13 groupes / 16 éléments                                |
| Nombre de lames                         | 8 (ouverture circulaire)                | 8                                       | 8                                       | 8                                       | 8                                                       | 8                                                       |
| Distance minimale                       | 1,2 m                                   | 1,2 m                                   | 1,4 m                                   | 1,5 m                                   | 1,2 m                                                   | 1,2 m                                                   |
| Taille                                  |                                         |                                         |                                         |                                         |                                                         |                                                         |
| Poids                                   | 1 480 g                                 | 1 490 g                                 | 1 470 g                                 | 1 310 g                                 | 760 g                                                   | 705 g                                                   |
| Diamètre max.                           | 89 mm                                   | 89 mm                                   | 86 mm                                   | 85 mm                                   | 76 mm                                                   | 76 mm                                                   |
| Longueur                                | 199 mm                                  | 197 mm                                  | 197 mm                                  | 194 mm                                  | 172 mm                                                  | 172 mm                                                  |
| Diamètre de filtre                      | 77 mm                                   | 77 mm                                   | 77 mm                                   | 77 mm                                   | 67 mm                                                   | 67 mm                                                   |
| Accessoires                             |                                         |                                         |                                         |                                         |                                                         |                                                         |
| Pare-soleil                             | Tulipe ET-87                            | Tulipe ET-87                            | Tulipe ET-86                            | Tulipe ET-83II                          | Cylindrique ET-74                                       | Cylindrique ET-74                                       |
| Monture pivotante de trépied            | B(W) livrée en standard avec l'objectif | B(W) livrée en standard avec l'objectif | B(W) livrée en standard avec l'objectif | B(W) livrée en standard avec l'objectif | A (W) ou A II (W) en option, non livrée avec l'objectif | A (W) ou A II (W) en option, non livrée avec l'objectif |
| Commercialisation                       |                                         |                                         |                                         |                                         |                                                         |                                                         |
| Date de mise sur le marché              | août 2018                               | avril 2010                              | septembre 2001                          | mars 1995                               | novembre 2006                                           | septembre 1999                                          |

## Galerie

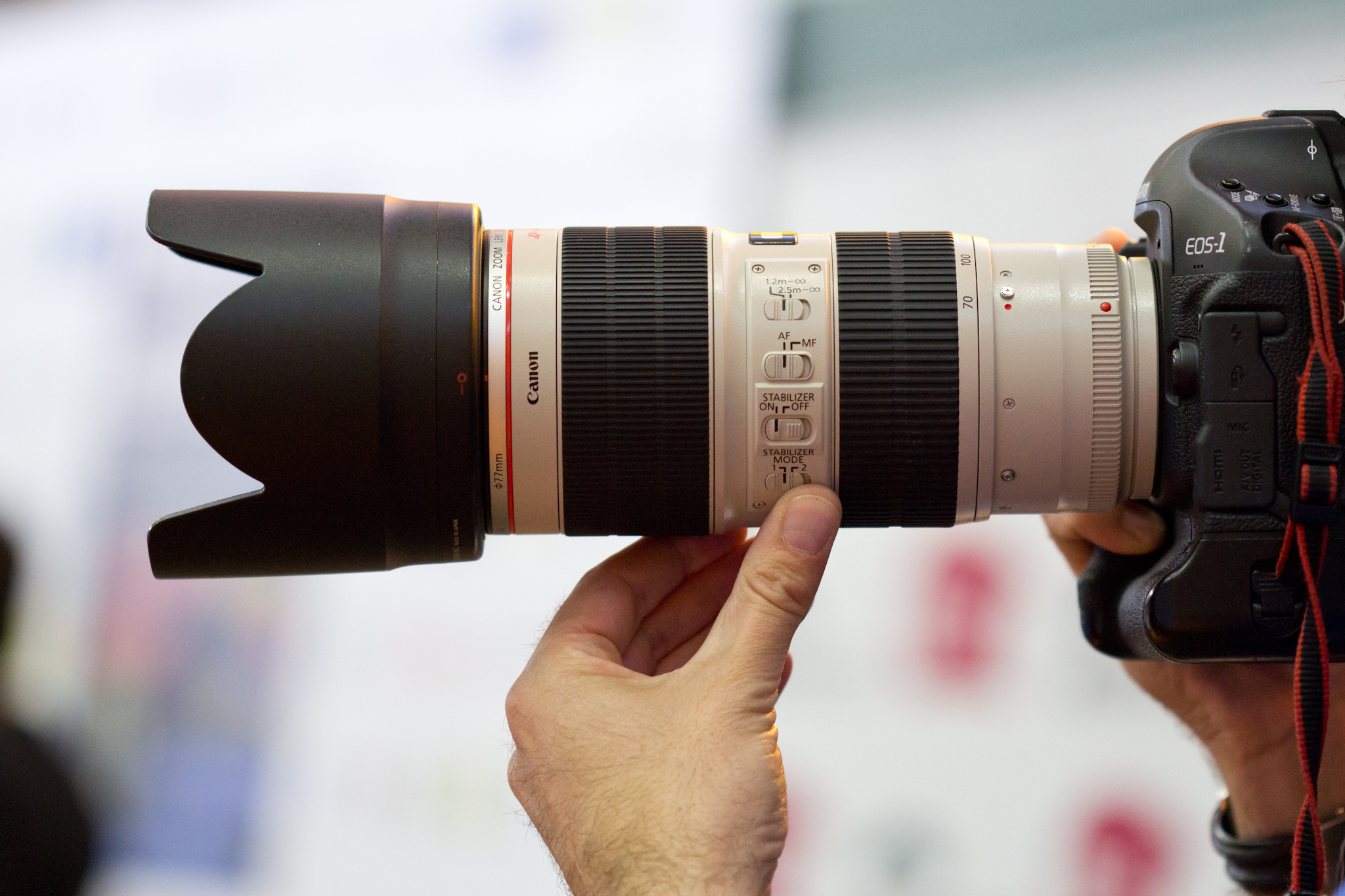
Le f/2.8L IS II USM
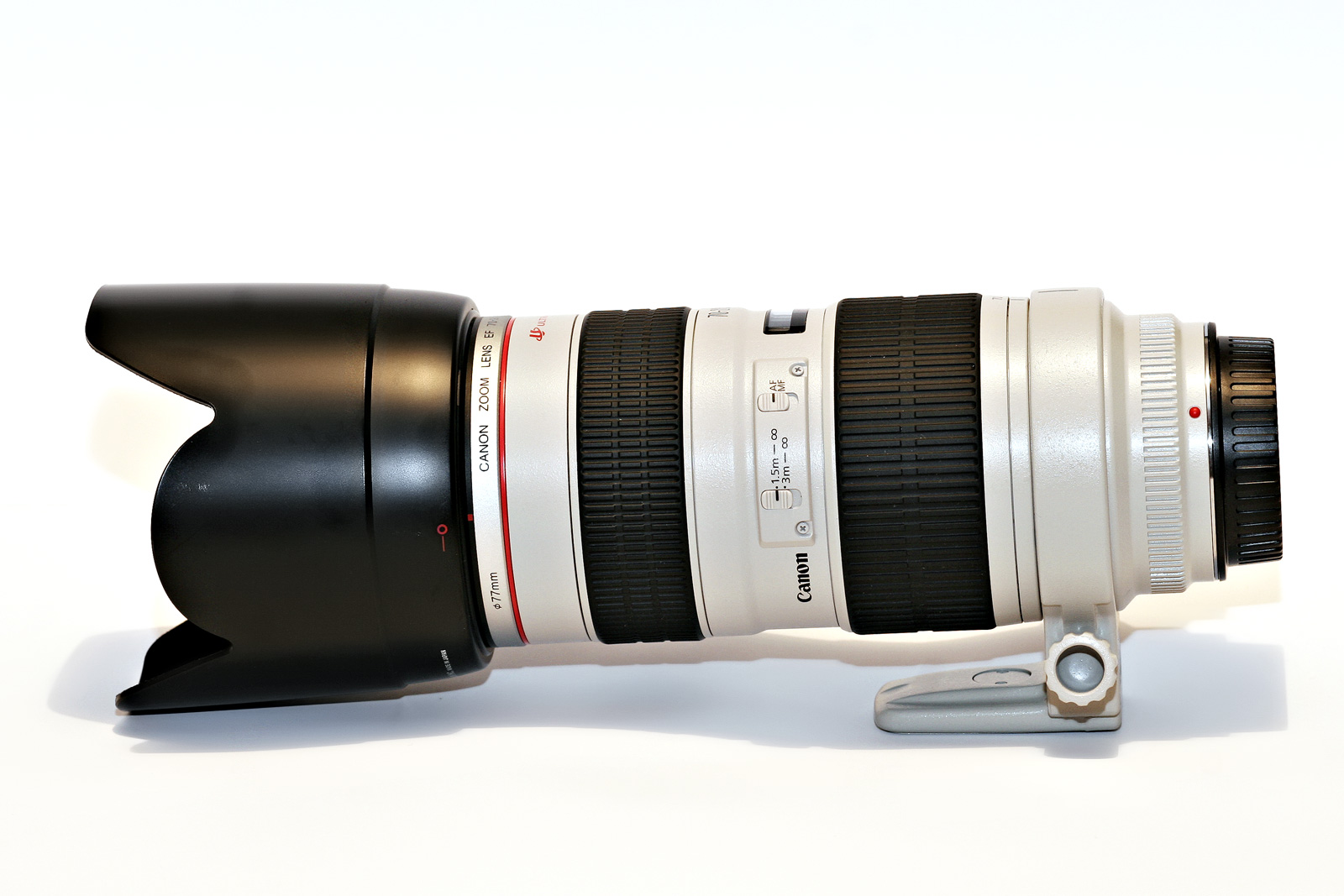
Le f/2,8L avec son pare-soleil
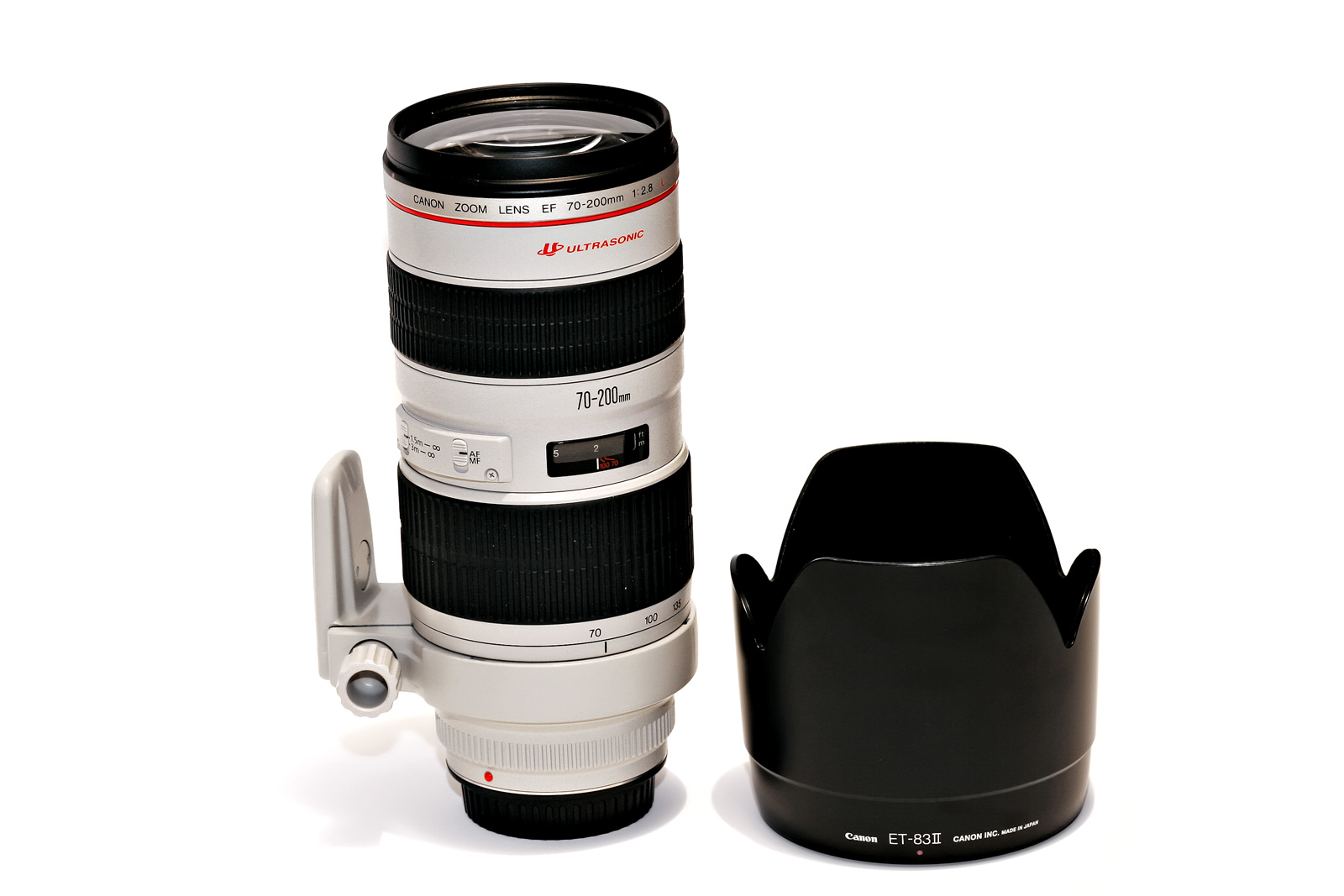
Le f/2,8L
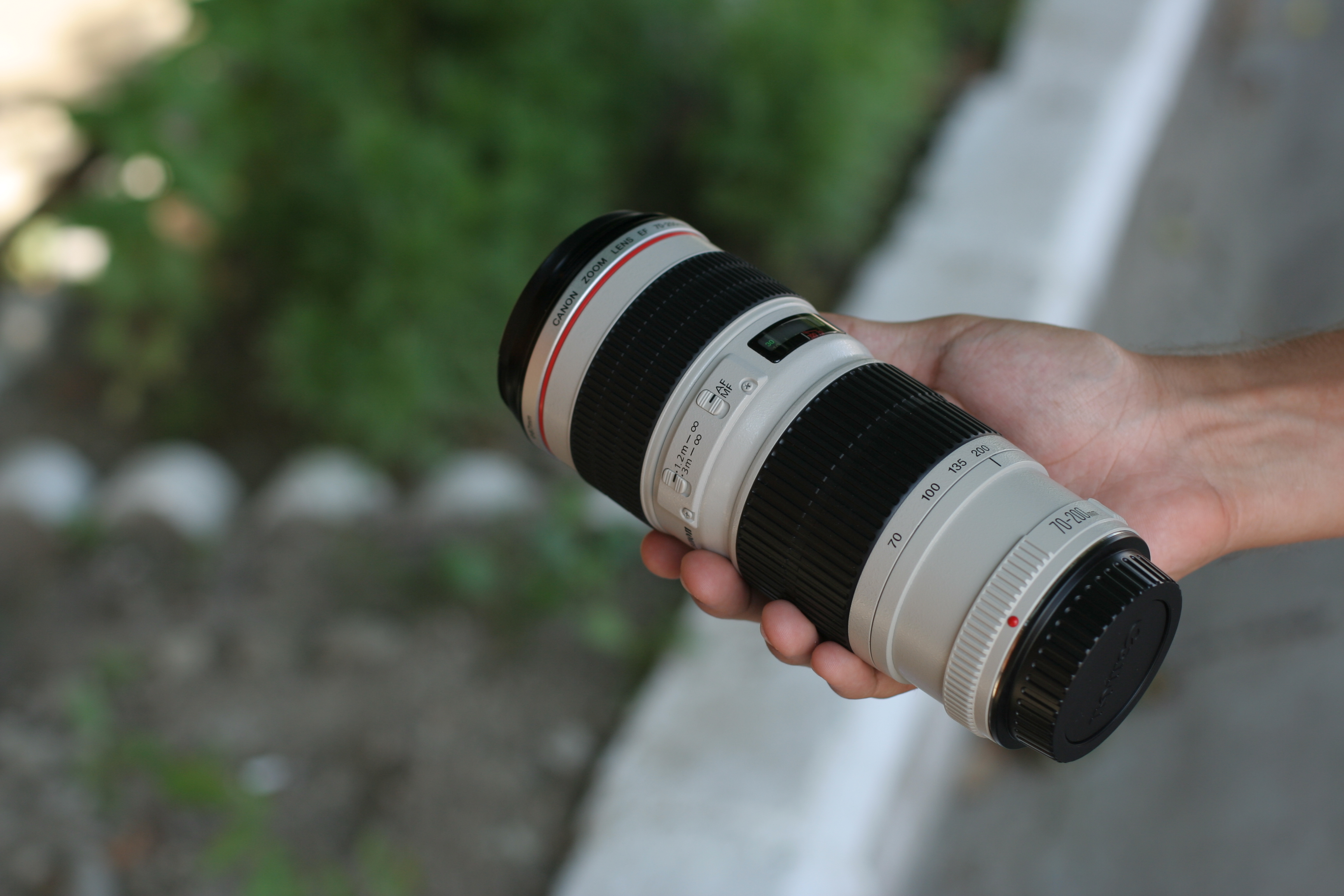
Le f/4L
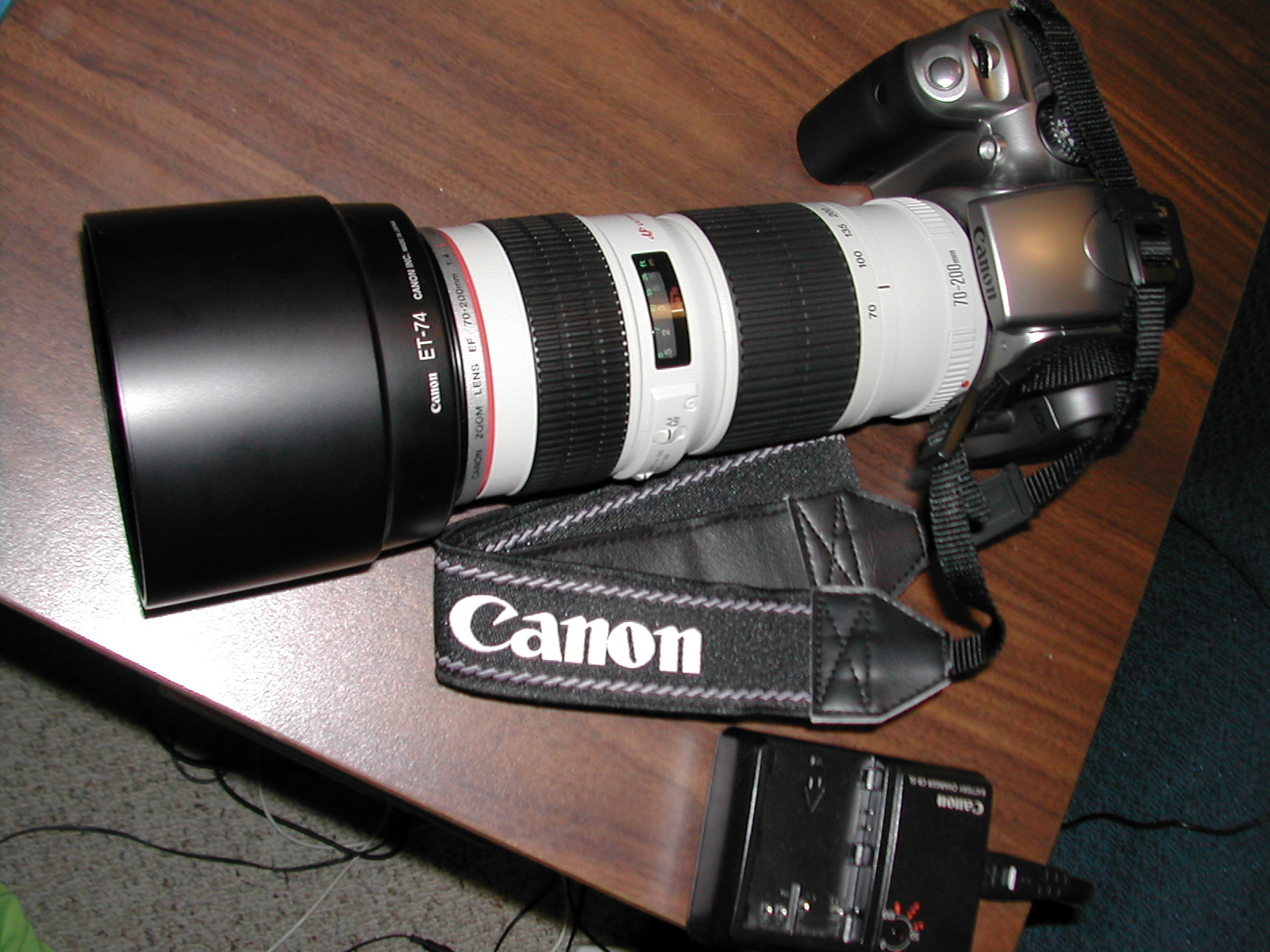
Le f/4L sur un boitier Canon Digital Rebel
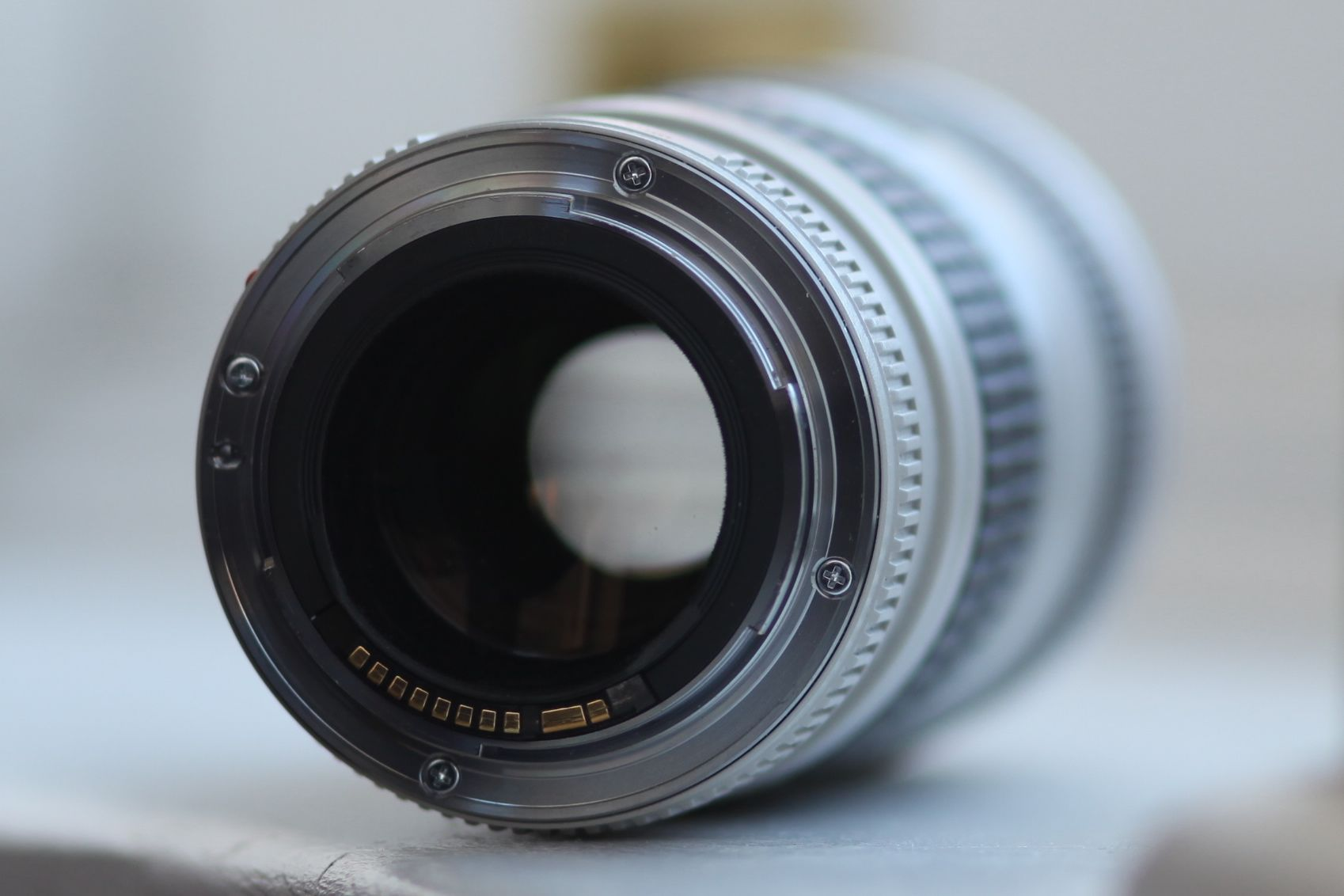
Les contacts électriques du f/4 L.